# مارتین کلارک (بازیکن فوتبال، زاده۱۹۷۰)
مارتین کلارک (انگلیسی: Martin Clark؛ زادهٔ ۱۲ سپتامبر ۱۹۷۰) بازیکن فوتبال اهل بریتانیا است.
از باشگاه‌هایی که در آن بازی کرده‌است می‌توان به باشگاه فوتبال روترهام یونایتد، باشگاه فوتبال کرو آلکساندرا، باشگاه فوتبال بارسکو، باشگاه فوتبال چورلی، باشگاه فوتبال ساوتپورت، باشگاه فوتبال لانکستر، و باشگاه فوتبال آکرینگتون استنلی اشاره کرد.